# Saint-Nicolas-de-Port
Saint-Nicolas-de-Port é uma comuna francesa na região administrativa do Grande Leste, no departamento de Meurthe-et-Moselle. Estende-se por uma área de 8.23 km², e possui 7.466 habitantes, segundo o censo de 2018, com uma densidade de 910 hab/km².